# Mashpee Neck
Mashpee Neck – jednostka osadnicza w Stanach Zjednoczonych, w stanie Massachusetts, w hrabstwie Barnstable, na półwyspie Cape Cod, nad Oceanem Atlantyckim.